# RUF・SCR (1978)
RUF・SCR3.2は、ドイツの自動車チューナーおよびメーカーであるRUFオートモービルが1978年に発表したスポーツカーである。ポルシェ911（930型）をベースに改良・チューニングを加え、高性能化と軽量化を追求したモデルである。

## 概要
SCRは空冷3.2リッター水平対向6気筒ターボエンジンを搭載し、最大出力約300 PS、最大トルク約390 Nmを発生した。このエンジンはベース車のポルシェ911ターボから強化されたものであり、ターボラグを抑えつつ高いパフォーマンスを実現している。
車体はポルシェ911のシャーシをベースにしつつ、RUF独自の軽量化パーツや強化されたサスペンション、ブレーキシステムを装備。特にサスペンションはスポーツ走行に適したチューニングが施されている。
このモデルはスポーツカー市場での競争力を高めるために設計され、当時の高性能スポーツカーの中でも注目を集めた。

## 技術仕様
- エンジン: 3.2 L 空冷水平対向6気筒 ターボチャージャー付き
- 最高出力: 約300 PS (296 hp) / 6,000 rpm
- 最大トルク: 約390 Nm (287 lb-ft) / 4,000 rpm
- トランスミッション: 5速MT
- 駆動方式: 後輪駆動 (RWD)
- ボディ構造: 軽量化された鋼鉄製フレームと強化されたボディパネル
- サスペンション: 強化型独立懸架（フロント・リア共にマクファーソン・ストラット）
- ブレーキ: 強化ディスクブレーキ（前後）

## デザイン
外観はベース車のポルシェ911の特徴を保持しつつ、RUF独自のスポーティなデザインエレメントが加えられている。ホイールやバンパー、リアスポイラーなどは専用設計で、空力性能とスタイリングを両立。内装はスポーツ志向のレイアウトで、軽量化のために無駄な装備を削減し、レーシングカーに近い質素な作りとなっている。

## 生産と市場での評価
SCRは1978年から1987年にかけて製造され、限られた台数が生産されたため希少価値が高い。高い走行性能と耐久性により、モータースポーツファンや高性能車愛好家から高い評価を得た。
当時のポルシェ911ターボに対するRUFの答えとして位置づけられ、現在もクラシックカー愛好家の間で人気がある。